# Eleanor Hull
Pour les articles homonymes, voir Hull.
Ne doit pas être confondu avec Eleanor Hull (1390–1460).
Eleanor Henrietta Hull, née le 15 janvier 1860 et morte le 13 janvier 1935 , est une érudite et autrice nord-irlandaise.

## Biographie

### Jeunesse et formation
Eleanor Henrietta Hull naît le 15 janvier 1860 au N°147 de York Street, à Cheetham Hill, un quartier de Manchester. Elle est le deuxième enfant et la première fille du géologue Edward Hull et de Mary Catherine Henrietta Hull (née Cooke). Ses parents sont respectivement originaires du comté d'Antrim et de Cheltenham,.
Sa famille quitte Manchester pour l'Irlande alors qu'elle est encore enfant. Elle effectue sa scolarité d'abord à la maison, puis à l'Alexandra College (en) de Dublin puis étudie la langue irlandaise. Au cours de l'été 1879, elle suit des cours sur l'électricité, l'énergie et la lumière au Royal College of Science for Ireland (en) de Dublin, où son père est alors professeur.

### Carrière et engagement
Eleanor Hull s'installe à Londres vers ses trente ans, où elle demeure célibataire jusqu'à sa mort. Elle y rencontre notamment Standish Hayes O'Grady qui la pousse à s'intéresser à l'irlandais et à la culture celtique. Elle étudie ces dernières avec Holger Pedersen, Kuno Meyer et Robin Flower puis rejoint la Ligue gaélique ainsi que la Société littéraire irlandaise (en) ; elle est élue présidente de cette dernière le 29 mars 1915.

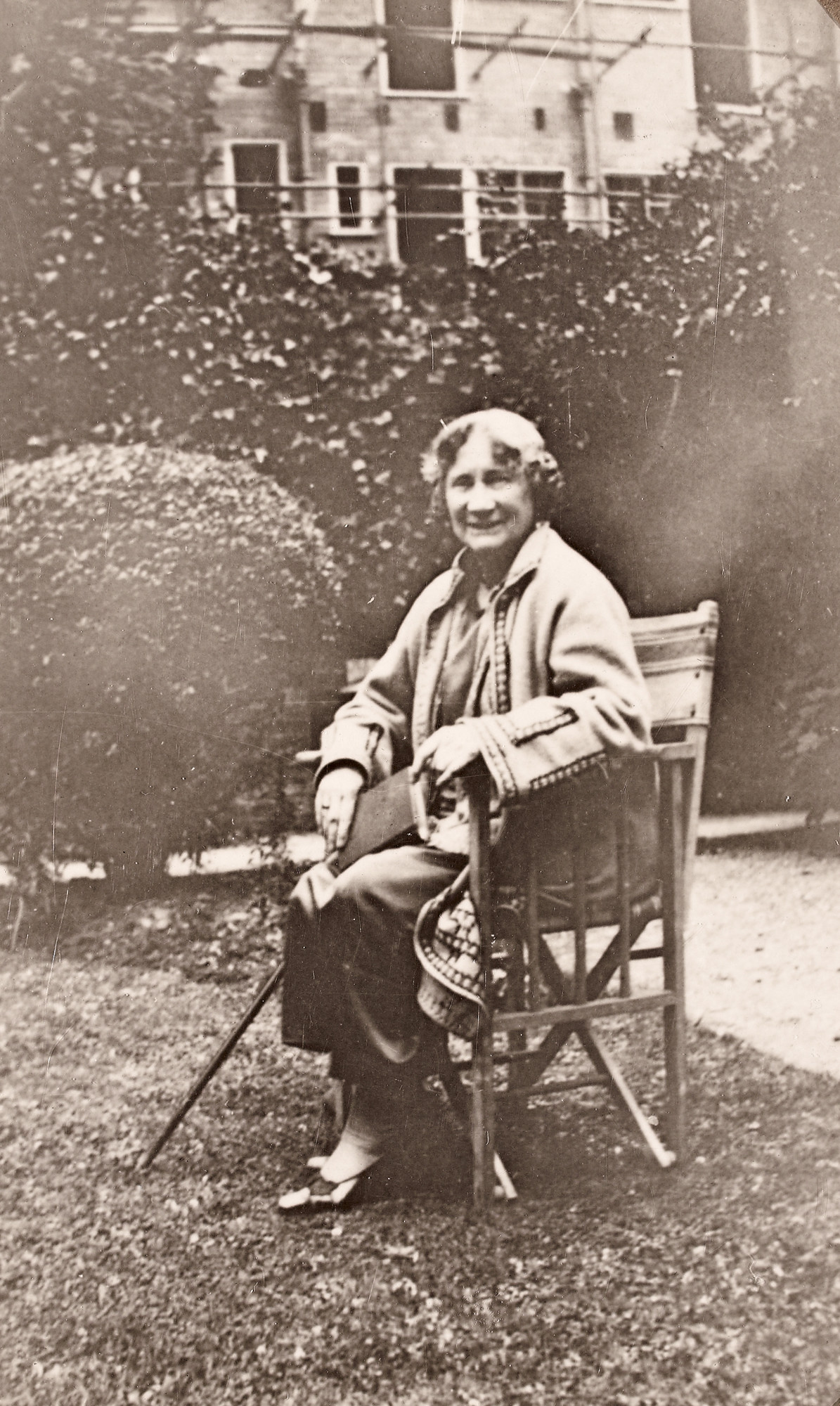
Eleanor Hull vers 1930.

À partir de mai 1894, elle est avec Lionel Johnson (en) corédactrice en chef du Irish Home Reading Magazine. Les revues et journaux auxquels elle a contribué comprennent notamment le Celtic Review, le Literary World (en), le Folklore Journal et le New Ireland Review (en).
Outre ses activités littéraires, elle est connue comme organiste de talent ; c'est à ce titre qu'elle adapte en vers le texte du chant ensuite connu sous le nom de Be thou my vision. Elle a également été rédactrice en chef de la série Lives of the Celtic Saints et chroniqueuse régulière pour le Times.
En 1898, elle est membre cofondatrice de l'Irish Texts Society (en) et en devient immédiatement la secrétaire honoraire jusqu'en 1918 ; par la suite, elle est secrétaire honoraire conjointe durant dix ans, et de nouveau secrétaire honoraire à part entière jusqu'à sa mort. En outre, elle est membre du conseil de l'association The Folklore Society, secrétaire de la Royal Asiatic Society et membre de la Viking Society for Northern Research.

### Reconnaissance et fin de vie
En 1931, l'Université nationale d'Irlande remet à Eleanor Hull un doctorat honoris causa. Elle termine à sa vie à Londres au 3 Camp View, Wimbledon Common. Elle meurt chez elle le 13 janvier 1935 et ses funérailles ont eu lieu à la chapelle du cimetière de Wimbledon.

## Œuvre
Eleanor Hull a écrit une abondante œuvre d'érudition. Toutefois, c'est surtout pour son travail de vulgarisation de la littérature irlandaise qu'elle est la plus connue.
- (en) Eleanor Hull, The Cuchullin saga in Irish literature : being a collection of stories relating to the hero Cuchullin, Londres, D. Nutt, coll. « Grimm library » (no 8), 1898, LXXIX + 316 (OCLC 1071861570)
- (en) Eleanor Hull, Pagan Ireland, Londres, D. Nutt, coll. « Epochs of Irish history » (no 1), 1904, 228 p. (OCLC 404695)
- (en) Eleanor Hull, Early Christian Ireland, Londres, D. Nutt, coll. « Epochs of Irish history » (no 2), 1905, VI + 283 (OCLC 1248172)
- (en) Eleanor Hull, A text book of Irish literature, vol. 1 & 2, Londres, M.H. Gill & Son, 1906-1908 (OCLC 3374885)
- (en) Eleanor Hull, Cuchulain, the hound of Ulster, New York, T.Y. Crowell, 1910, 279 p. (OCLC 1221188)
- (en) Eleanor Hull, The poem-book of the Gael : translations from Irish Gaelic poetry into English prose and verse, Londres, Chatto & Windus, 1913, 370 p. (OCLC 511873, lire en ligne)
- (en) Eleanor Hull, A history of Ireland and her people, vol. 1 : To the close of the Tudor period, Londres, Harrap, 1926, 524 p. (OCLC 250741339)
- (en) Eleanor Hull et R R. Marett, Folklore of the British Isles, Londres, Meuthen & Co, coll. « Methuen's anthropological series », 1928, XII + 318 (OCLC 4895947)
- (en) Eleanor Hull, A history of Ireland and her people, vol. 2 : From the Stuart period to modern times, Londres, Harrap, 1931, 487 p. (OCLC 250741256)